# Antoine Levet

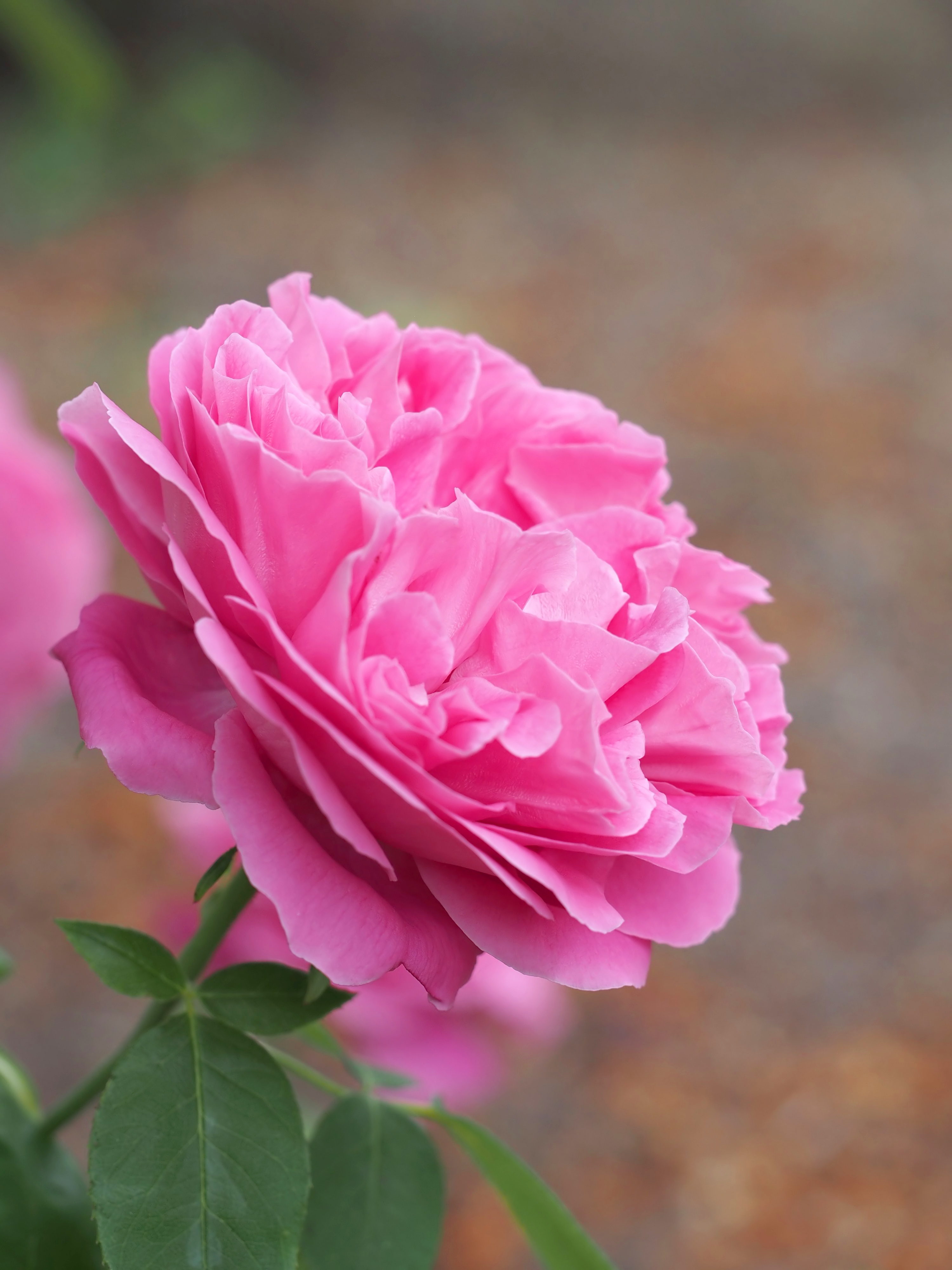
Antoine Levets Rose 'Paul Neyron' (1869)

Antoine Levet, genannt Levet père („Levet Vater“; * 22. Februar 1818 in Estrablin oder in Septème, bei Vienne (Isère); † 21. August 1891 Monplaisir/Lyon), war ein französischer Rosenzüchter.

## Leben
Antoine Levets Eltern waren Bauern und stammten ursprünglich aus (der Gegend von ?) Lyon. Seine Lehre machte er bei Guillot père und arbeitete später in verschiedenen anderen Betrieben.
Nachdem er einige Jahre wieder in seiner heimatlichen Region gelebt hatte, kehrte er zurück nach Lyon und eröffnete dort einen eigenen Gärtnerei-Betrieb, wo er sich ab 1866 – relativ spät, aber mit großem Erfolg – auf Rosen und deren Züchtung spezialisierte. 1877 verlegte er sein Unternehmen an die Route d’Heyrieux.
Levet brachte zwischen 1867 und 1889 gut 80 Rosen in den Handel. Seine erste eigene Sorte war die nach seiner Tochter benannte Remontant-Rose 'Mademoiselle Thérèse Levet', die er 1867 einführte.

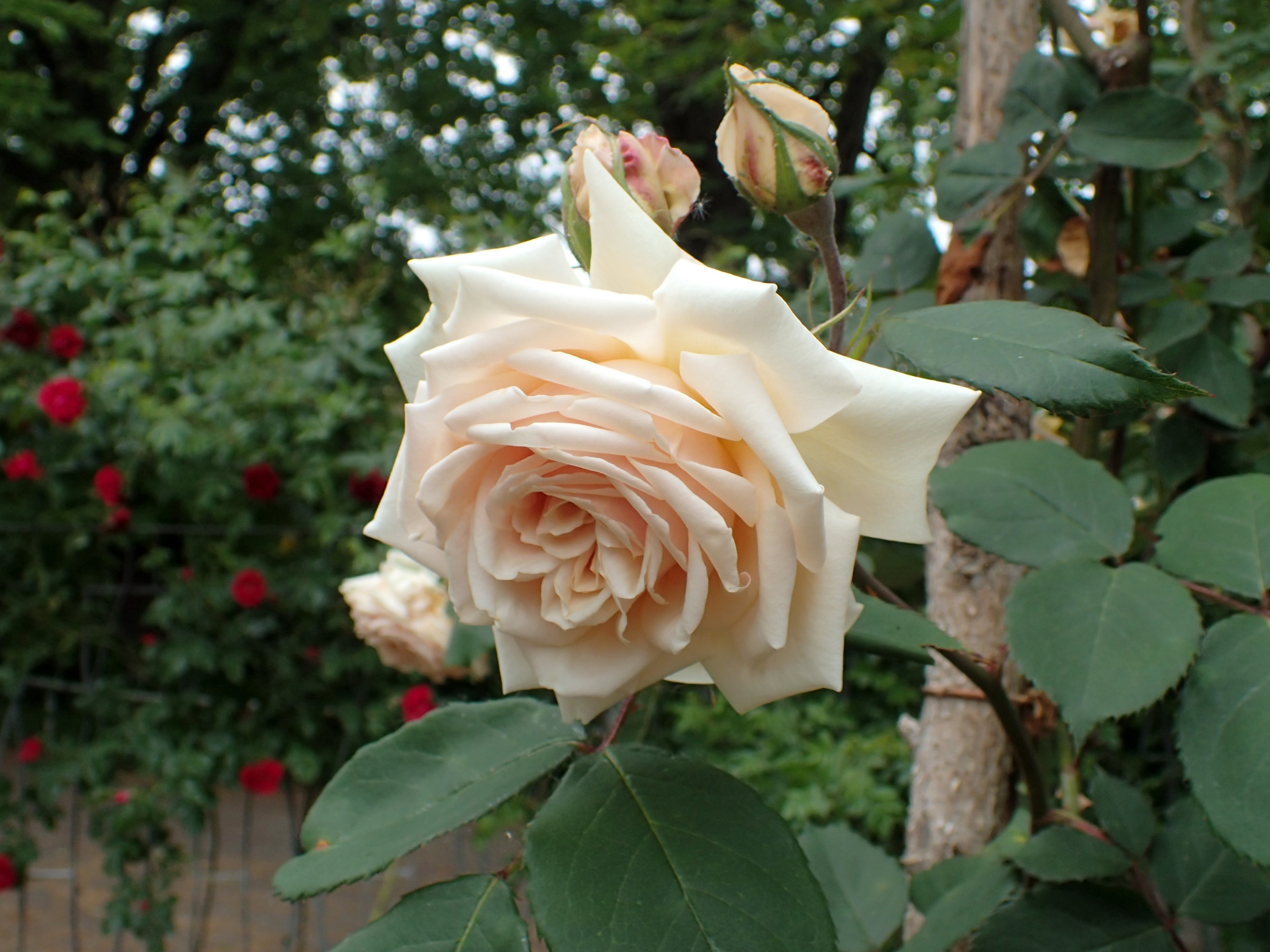
'Madame Bérard', 1870

Seine wohl berühmteste Kreation war die rosarote und ausgesprochen großblumige Remontant-Rose 'Paul Neyron' von 1869, eine Kreuzung der Sorten 'Victor Verdier' und 'Anna de Diesbach' (beide von François Lacharme). 'Paul Neyron' wurde von der Société nationale et centrale mit einer Goldmedaille ausgezeichnet und hatte internationalen Erfolg.
Sehr bekannt wurden auch einige gelbe oder orange-farbene Teerosen von Levet: die zart-apricot-farbene 'Madame Bérard' (1870), die hell-zitronengelbe 'Perfection de Monplaisir' (1871) sowie die zart-strohgelbe 'Perle des Jardins' (1874). Erfolge waren auch seine rote Teehybride 'Reine Marie-Henriette' (1878), die er der belgischen Königin widmete, und die gelbe Noisette-Rose 'Madame Eugène Verdier' (1882). Levets karmin- bis purpurrote Remontant-Rose 'Ulrich Brunner' (1881) wurde seinerzeit zu Tausenden als Schnittrose kultiviert.
Levet wurde mit einem Orden der Mérite agricole ausgezeichnet.
Nach seinem Tode übernahm sein Sohn Étienne Levet den Betrieb – daher wird Antoine Levet manchmal als Levet père bezeichnet. Étienne brachte jedoch nur eine Handvoll neuer Sorten heraus, die möglicherweise noch von seinem Vater stammten.

## Galerie: Rosen von Antoine Levet

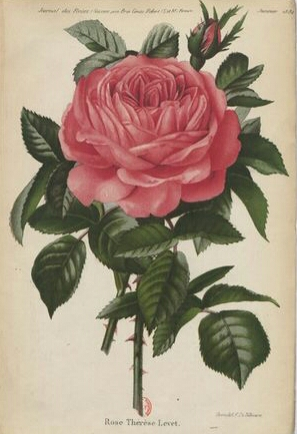
'Mademoiselle Thérèse Levet', 1866
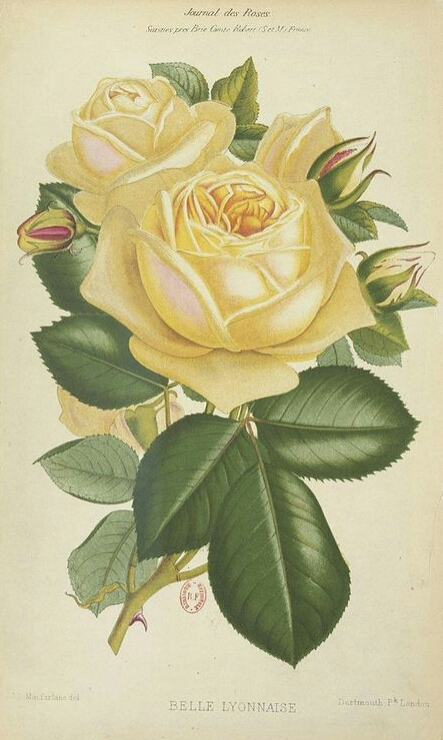
'Belle Lyonnaise', 1867
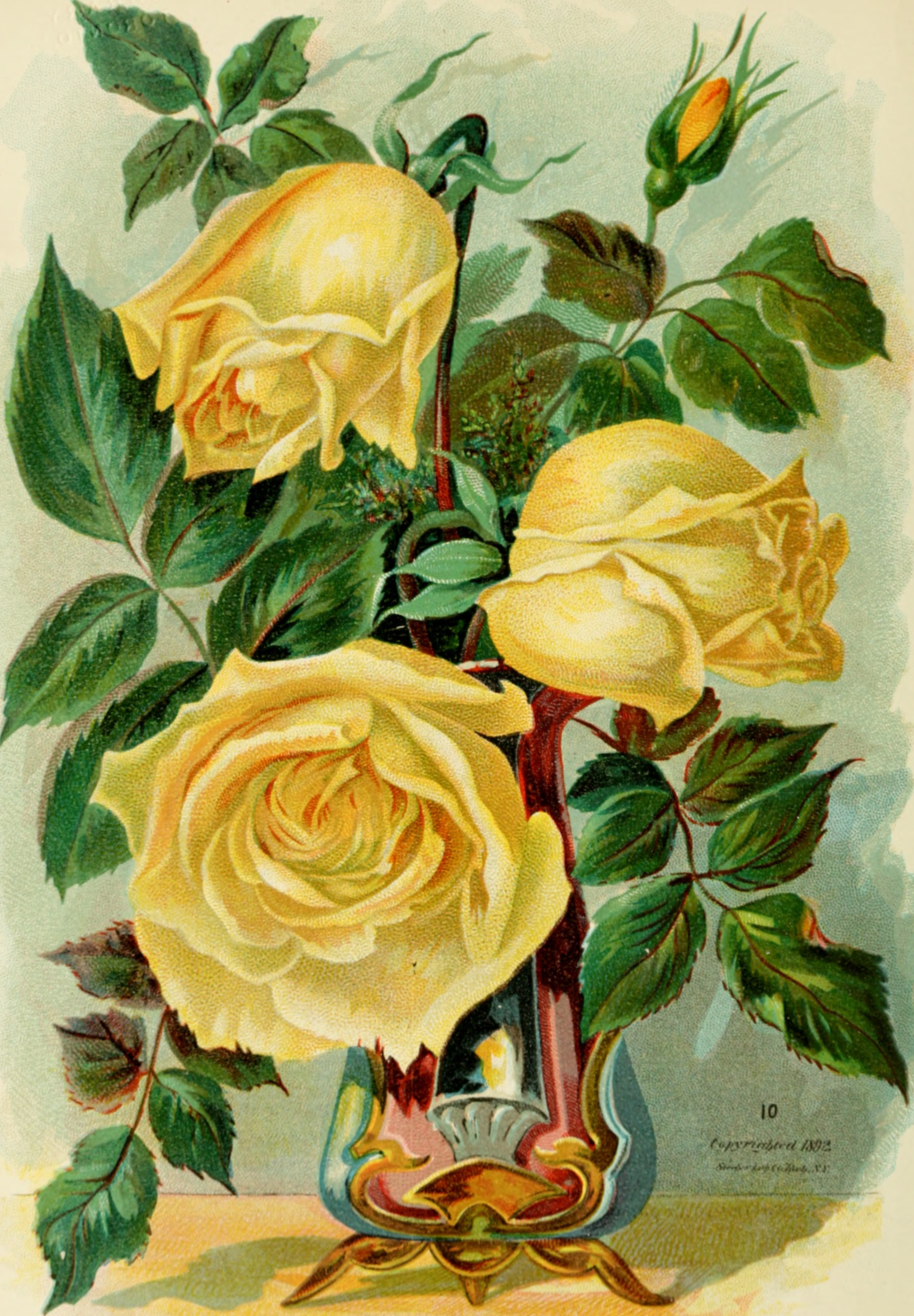
'Perle des Jardins', 1874
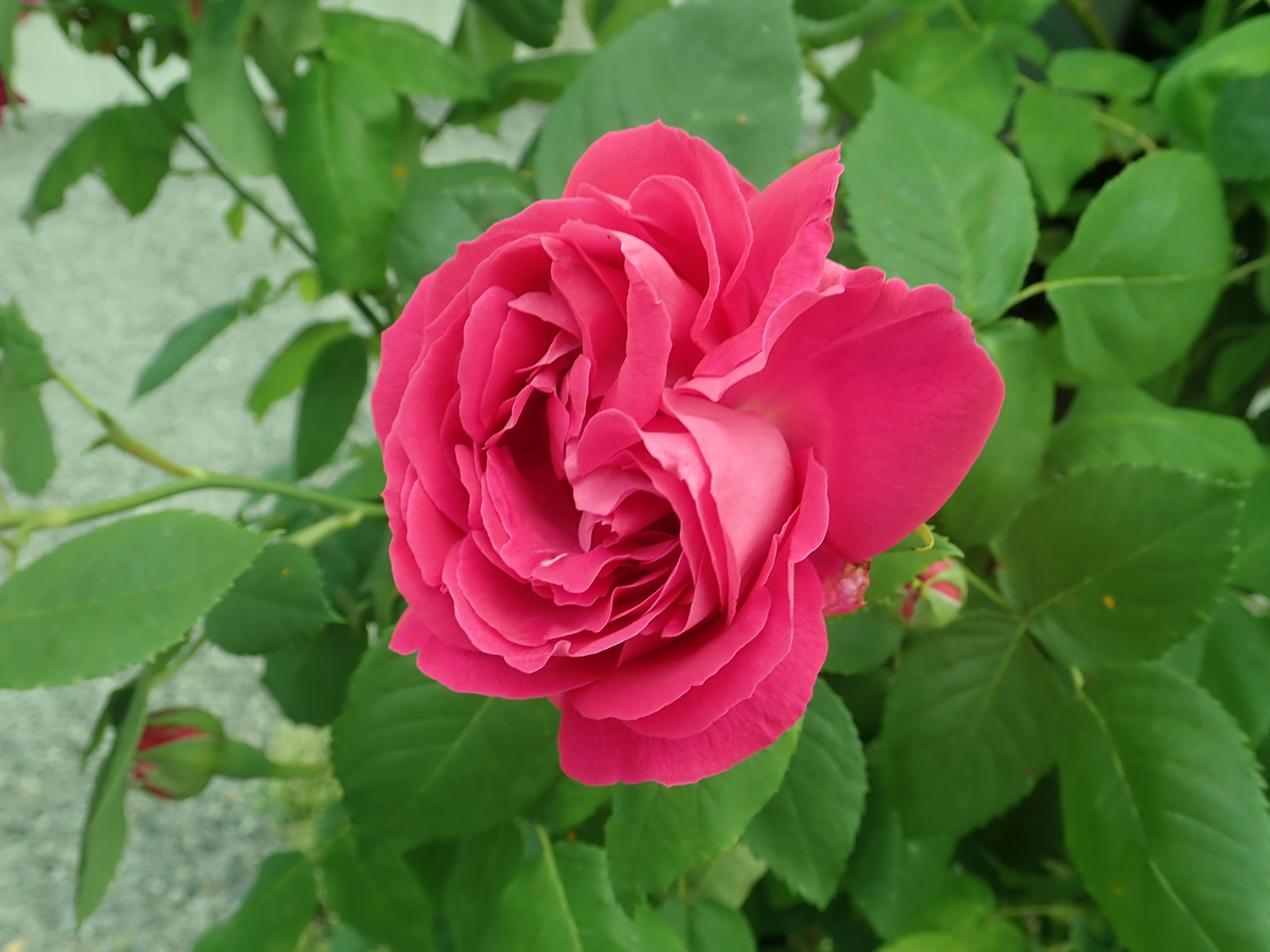
'Ulrich Brunner Fils', 1881